# Schweizer Eisenbahn-Revue
Die Schweizer Eisenbahn-Revue (SER) ist eine Eisenbahn-Fachzeitschrift, die seit 1978 im Luzerner Minirex-Verlag erscheint.
Anfänglich erschien die Zeitschrift vierteljährlich, die Anzahl wurde 1981 auf 5 und 1984 auf 6 Ausgaben pro Jahr erhöht. Seit 1990 umfasst ein Jahrgang 11 Hefte und erscheint monatlich, ausser im August (August/September als Doppelausgabe). Ein Teil der Seiten erscheint auch in den Schwesterzeitschriften Eisenbahn-Revue International und Eisenbahn Österreich. Ausgesuchte Artikel werden ebenso in der englischsprachigen Zeitschrift Railway Update publiziert, die alle zwei Monate erscheint. Herausgeber und Chefredaktor ist Walter von Andrian. Die Auflage beträgt etwa 10'000 Exemplare, davon die Hälfte als Abonnement.
Thematisch widmet sich das Heft etwa zur Hälfte Schweizer Themen; die andere Hälfte der Berichte entfällt auf andere europäische Länder, wobei der Schwerpunkt auf den Nachbarländern liegt. Hierbei wird ihr «ein breites Netz von kompetenten Korrespondenten» attestiert. In der Zeitschrift werde «die Arbeit der Bahnen, der Verwaltung, des Bundesamts für Verkehr und der Industrie immer wieder kritisch hinterfragt».